# 차카리타 주니어스
차카리타 주니어스(스페인어: Club Atlético Chacarita Juniors)는 아르헨티나 부에노스 아이레스 주 비야 마이푸를 연고로 하는 스포츠 클럽이다. 그중 축구 팀이 중심이다. 현재 프리메라 나시오날에 참가하고 있다.

## 선수 명단

### 현역
참고: FIFA 자격 규정에 따라 소속된 국가대표팀 국기를 표시합니다. 선수는 복수의 FIFA 비회원국 국적을 가지고 있을 수 있습니다.
| 번호 | 포지션 | 국적 | 이름 |
| ---- | ------ | ---- | ---- |

| 번호 | 포지션 | 국적 | 이름              |
| ---- | ------ | ---- | ----------------- |
| -    | MF     |      | 루시아노 페르도모 |

## 역대 감독
| 감독                | 임기        |
| ------------------- | ----------- |
| 알피오 바실레       | 1975 ~ 1976 |
| 클라우디오 비아지오 | 2020        |